# Xiaomenjia (köpinghuvudort i Kina, Shandong Sheng, lat 37,63, long 120,80)
Xiaomenjia (kinesiska: 小门家, 小门家镇) är en köpinghuvudort i Kina. Den ligger i provinsen Shandong, i den östra delen av landet, omkring 350 kilometer öster om provinshuvudstaden Jinan. Antalet invånare är 35 104. Befolkningen består av 17 598 kvinnor och 17 506 män. Barn under 15 år utgör 10,0 %, vuxna 15-64 år 76 %, och äldre över 65 år 13,0 %.
Runt Xiaomenjia är det tätbefolkat, med 459 invånare per kvadratkilometer. Närmaste större samhälle är Daxindian, 4,9 km öster om Xiaomenjia. Trakten runt Xiaomenjia består till största delen av jordbruksmark.
Genomsnittlig årsnederbörd är 750 millimeter. Den regnigaste månaden är juli, med i genomsnitt 295 mm nederbörd, och den torraste är januari, med 11 mm nederbörd.